# Unione Tresinaro Secchia
L'Unione Tresinaro Secchia è un'unione di comuni nata il 3 aprile 2008 attualmente composta da sei comuni della Provincia di Reggio Emilia.
I quattro comuni fondatori sono Casalgrande, Castellarano, Rubiera e Scandiano. Il 21 ottobre 2013 hanno aderito all'unione i comuni di Baiso e Viano formando l'attuale unione di sei comuni del distretto ceramico reggiano il cui capoluogo e comune capodistretto è Scandiano.
Confina a nord con l'Unione Pianura Reggiana, a sud con l'Unione Montana dell'Appennino Reggiano, a est con l'Unione Distretto Ceramico (MO), la città di Modena e l'Unione Terre d'Argine (MO) e a ovest con l'Unione Colline Matildiche e la città di Reggio Emilia.
L'Unione ha una popolazione di circa 81 660 abitanti (2022) e ha sede nel comune di Scandiano.
L'Unione Tresinaro Secchia gestisce per conto delle singole amministrazioni comunali la Polizia Municipale, i Servizi sociali rivolti a minori, disabili e loro famiglie e l’ufficio di piano, l’ufficio informazioni stranieri e il Difensore Civico.